# Reloj misterioso

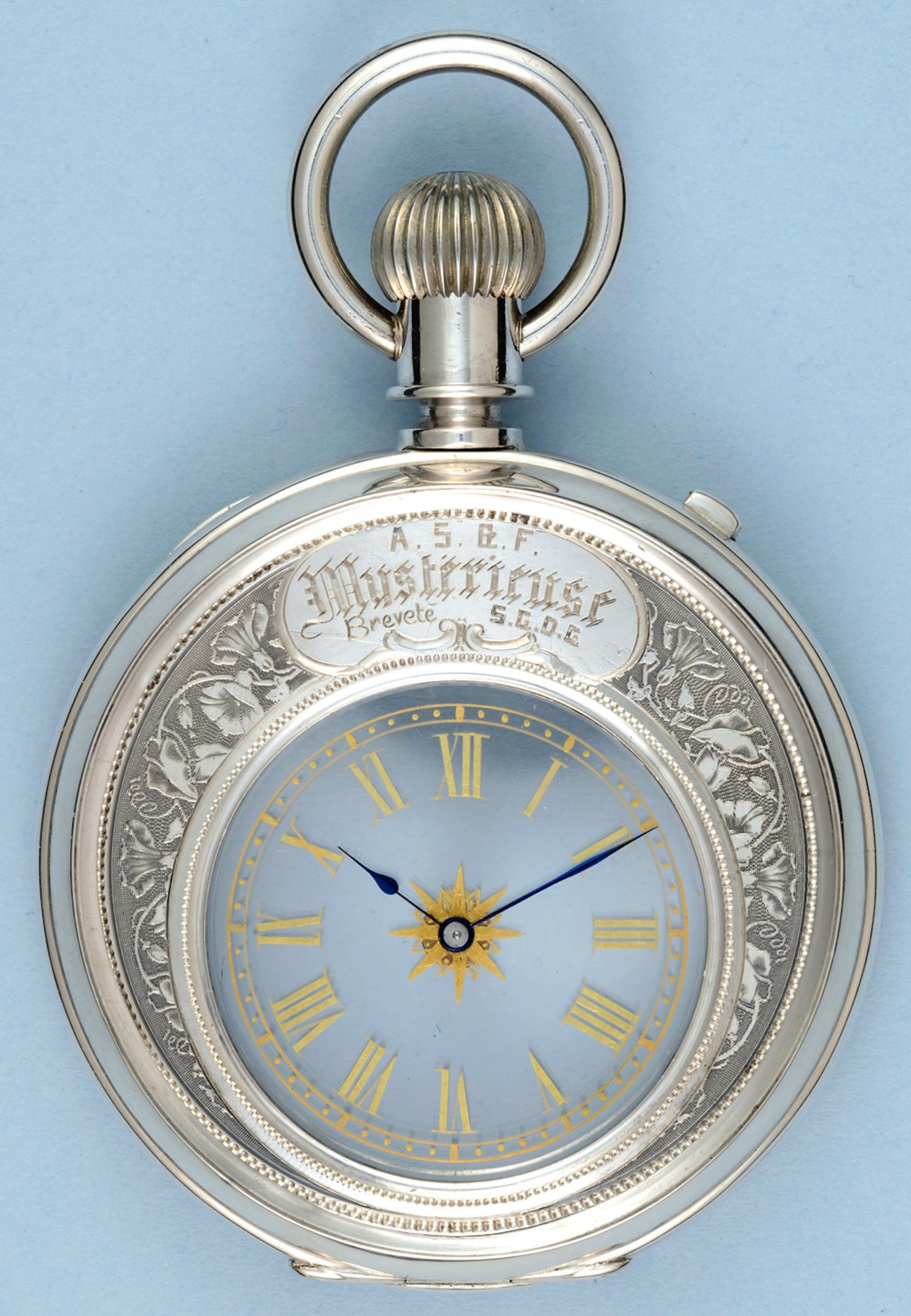
Montre mystérieuse (reloj misterioso), hacia 1889, Museo de Relojería de Le Locle, Suiza. Es el primer reloj transparente

Un reloj misterioso (montre mystérieuse en francés), es un tipo de reloj cuyo funcionamiento no es fácil de deducir, porque parece no tener un sistema de movimiento en absoluto, o las manecillas no parecen estar conectadas a ningún mecanismo.
Un conocido ejemplo es un reloj mecánico en el que el movimiento se transmite a las manecillas a través de unos engranajes que hacen girar unos discos dentados de cristal transparente.

## Historia
Se afirma que el primer reloj transparente, conocido en francés como 'montre mystérieuse' ("reloj misterioso"), fue inventado por Hugues Rime a finales del siglo XIX, y sobre el que registró una patente. El reloj de Rime fue comercializado por la firma francesa Armand Schwob et frère y fabricado en Suiza.
También se ha dicho que Jean Eugène Robert-Houdin fue el inventor del reloj misterioso en el siglo XIX. Robert-Houdin era relojero, como su padre, y más adelante llegó a ser un mago famoso, y en algunas fuentes se le atribuye igualmente la creación del reloj misterioso.
Como pieza de valor histórico/horológico, forma parte de varias colecciones de museos, como el Museo Británico, el Museo Alemán del Reloj, el Museo Internacional de Relojería de La Chaux-de-Fonds (Suiza), el Museo de Relojería de Le Locle (Suiza), el Museo de Arte e Historia de Neuchâtel (Suiza), el Museo Nacional de Relojería de los Estados Unidos (Columbia, Pensilvania) y el Museo del Reloj de Viena (Austria).
En 1970, la firma Zodiac retomó una idea parecida, y lanzó al mercado el famoso modelo Astrographic, que recibió varios premios por su diseño. No tenía agujas en el sentido clásico, sino unas agujas que giraban aparentemente desligadas del centro de la esfera gracias a que estaban impresas en discos transparentes de acetato de celulosa.